# Егијан
Егијан (фр. Eyguians) насеље је и општина у Француској у региону Прованса-Алпи-Азурна обала, у департману Горњи Алпи која припада префектури Гап.
По подацима из 2011. године у општини је живело 231 становника, а густина насељености је износила 24,65 становника/km². Општина се простире на површини од 9,37 km². Налази се на средњој надморској висини од 603 метара (максималној 1.200 m, а минималној 576 m).

## Демографија
| 1962. | 1968. | 1975. | 1982. | 1990. | 1999. | 2011. |
| ----- | ----- | ----- | ----- | ----- | ----- | ----- |
| 198   | 227   | 213   | 191   | 203   | 237   | 231   |

График промене броја становника у току последњих година